# Stazione di Hachiōji-Minamino
La stazione di Hachiōji-Minamino (八王子みなみ野駅?, Hachiōji-Minamino-eki) è una stazione ferroviaria della città di Hachiōji, facente parte della metropoli di Tokyo in Giappone, ed è servita dalla linea Yokohama della JR East e dai servizi diretti della linea Sagami.

## Linee
East Japan Railway Company
■ Linea Yokohama
■ Linea Sagami

## Struttura
La stazione di Hachiōji-Minamino è realizzata in superficie con due marciapiedi laterali serventi due binari.
| 1 | ■ Linea Yokohama |  | per Hachiōji                             |
| 2 | ■ Linea Yokohama |  | per Hashimoto, Shin-Yokohama, e Yokohama |
| 2 | ■ Linea Sagami   |  | per Hashimoto, Atsugi e Chigasaki        |

## Stazioni adiacenti
| «              | Servizio       | »              |
| Linea Yokohama | Linea Yokohama | Linea Yokohama |
| -------------- | -------------- | -------------- |
| Aihara         | Locale Rapido  | Katakura       |